# Aloe debrana
Aloe debrana é uma espécie de liliopsida do gênero Aloe, pertencente à família Asphodelaceae.